# Lithocarpus hatusimae
Lithocarpus hatusimae är en bokväxtart som beskrevs av Engkik Soepadmo. Lithocarpus hatusimae ingår i släktet Lithocarpus och familjen bokväxter. Inga underarter finns listade.